# Short music for short people
Short music for short people és un àlbum recopilatori que reuneix 101 cançons de grups punk rock, hardcore punk i ska punk publicat l'any 1999 pel segell discogràfic Fat Wreck Chords, en el qual cadascuna de les bandes presenta una cançó d'aproximadament 30 segons de durada.
La majoria de les cançons van ser fetes expressament per a aquest disc, amb algunes excepcions, a petició del baixista i cantant de NOFX, Fat Mike. Aquest disc va aconseguir arribar al lloc número 191 del Billboard 200.
| Núm. | Títol                                                                                    | Artista                       | Durada |
| ---- | ---------------------------------------------------------------------------------------- | ----------------------------- | ------ |
| 1.   | «Short Attention Span»                                                                   | Fizzy Bangers                 | 0:08   |
| 2.   | «Anchor»                                                                                 | Less Than Jake                | 0:30   |
| 3.   | «Ketchup Soup»                                                                           | Teen Idols                    | 0:30   |
| 4.   | «A.C.A.B. (All Comic Heroes are Fascist Pigs)»                                           | Terrorgruppe                  | 0:24   |
| 5.   | «Overcoming Learned Behavior»                                                            | Good Riddance                 | 0:27   |
| 6.   | «Quit Your Job»                                                                          | Chixdiggit                    | 0:24   |
| 7.   | «Ready»                                                                                  | The Living End                | 0:34   |
| 8.   | «Out of Hand» (Greg Graffin)                                                             | Bad Religion                  | 0:39   |
| 9.   | «Asian Pride»                                                                            | Hi-Standard                   | 0:29   |
| 10.  | «Steamroller Blues»                                                                      | Aerobitch                     | 0:26   |
| 11.  | «Doin' Laundry»                                                                          | Nerf Herder                   | 0:29   |
| 12.  | «Freegan»                                                                                | Bigwig                        | 0:32   |
| 13.  | «Not Again»                                                                              | Undeclinable Ambuscade        | 0:31   |
| 14.  | «Waste Away» (Clements, Crowen, Dunegan, Haberman, Frady)                                | Fury 66                       | 0:29   |
| 15.  | «The Radio Still Sucks»                                                                  | The Ataris                    | 0:28   |
| 16.  | «Armageddon Singalong»                                                                   | Unwritten Law                 | 0:36   |
| 17.  | «Hearts Frozen Solid, Thawed Once More by the Spring of Rage, Despair, and Hopelessness» | AFI                           | 0:32   |
| 18.  | «Farts Are Jazz to Assholes»                                                             | Dillinger Four                | 0:33   |
| 19.  | «Surf City»                                                                              | Spread                        | 0:28   |
| 20.  | «Back to You»                                                                            | Swingin' Utters               | 0:33   |
| 21.  | «Outhouse of Doom»                                                                       | The Bar Feeders               | 0:34   |
| 22.  | «Alienation»                                                                             | Citizen Fish                  | 0:32   |
| 23.  | «Family Reunion»                                                                         | Blink-182                     | 0:36   |
| 24.  | «Mirror, Signal, Wheelspin»                                                              | Goober Patrol                 | 0:28   |
| 25.  | «Saturday Night»                                                                         | Killswitch                    | 0:32   |
| 26.  | «Bedroom Windows»                                                                        | Enemy You                     | 0:24   |
| 27.  | «Sara Fisher»                                                                            | No Use for a Name             | 0:30   |
| 28.  | «The Ballad of Wilhelm Fink»                                                             | Green Day                     | 0:32   |
| 29.  | «Delraiser Part III: Del on Earth»                                                       | Consumed                      | 0:27   |
| 30.  | «Told You Once»                                                                          | The Mr. T Experience          | 0:11   |
| 31.  | «Randal Gets Drunk»                                                                      | Lagwagon                      | 0:28   |
| 32.  | «Fishfuck»                                                                               | GWAR                          | 0:32   |
| 33.  | «Howdy Doody in the Woodshed»                                                            | The Dickies                   | 0:32   |
| 34.  | «Long Enough to Forget You»                                                              | Samiam                        | 0:29   |
| 35.  | «Erik Sandin's Stand-In»                                                                 | Dogpiss                       | 0:33   |
| 36.  | «We Want the Kids»                                                                       | 59 Times the Pain             | 0:20   |
| 37.  | «Warren's Song Part 8»                                                                   | Bracket                       | 0:31   |
| 38.  | «No Fgcnuik» (from Sex Mad)                                                              | Nomeansno                     | 0:31   |
| 39.  | «I Like Food» (Bill Stevenson; from Fat EP)                                              | Descendents                   | 0:17   |
| 40.  | «Triple Track»                                                                           | Dance Hall Crashers           | 0:32   |
| 41.  | «Don Camero Lost His Mind»                                                               | Guttermouth                   | 0:29   |
| 42.  | «X-99» (Limp)                                                                            | Limp                          | 0:38   |
| 43.  | «Faust»                                                                                  | Jughead's Revenge             | 0:31   |
| 44.  | «Deny Everything» (Keith Morris, Roger Rogerson; from Group sex)                         | Circle Jerks                  | 0:25   |
| 45.  | «Hand Grenades»                                                                          | The Offspring                 | 0:36   |
| 46.  | «Mike Booted Our First Song, So We Recorded This One Instead»                            | Mad Caddies                   | 0:28   |
| 47.  | «Union Yes»                                                                              | The Criminals                 | 0:34   |
| 48.  | «Dirty Needles» (Ben Weasel; from Television city dream)                                 | Screeching Weasel             | 0:27   |
| 49.  | «300 Miles»                                                                              | One Man Army                  | 0:29   |
| 50.  | «Klawsterfobia»                                                                          | Strung Out                    | 0:30   |
| 51.  | «You Don't Know Shit» (Youth Brigade)                                                    | Youth Brigade                 | 0:34   |
| 52.  | «Doin' Fine»                                                                             | Groovie Ghoulies              | 0:27   |
| 53.  | «John for the Working Man»                                                               | Tilt                          | 0:30   |
| 54.  | «A Prayer for the Complete and Utter Eradication of All Generic Pop-Punk»                | Spazz                         | 0:26   |
| 55.  | «It's a Real Time Thing»                                                                 | The Damned                    | 0:31   |
| 56.  | «All My Friends Are in Popular Bands»                                                    | 88 Fingers Louie              | 0:31   |
| 57.  | «I Hate Punk Rock»                                                                       | DOA                           | 0:31   |
| 58.  | «Fun»                                                                                    | Pulley                        | 0:31   |
| 59.  | «To All the Kids»                                                                        | The Vandals                   | 0:28   |
| 60.  | «30 Seconds Till the End of the World»                                                   | Pennywise                     | 0:32   |
| 61.  | «Get a Grip»                                                                             | No Fun at All                 | 0:27   |
| 62.  | «Blatty (Human Egg)»                                                                     | Sick of It All                | 0:32   |
| 63.  | «I Got None»                                                                             | All                           | 0:29   |
| 64.  | «See Her Pee»                                                                            | NOFX                          | 0:32   |
| 65.  | «F.O.F.O.D.» (Kevin Seconds)                                                             | 7 Seconds                     | 0:31   |
| 66.  | «Blacklisted»                                                                            | Rancid                        | 0:27   |
| 67.  | «Chandeliers and Souvenirs»                                                              | Diesel Boy                    | 0:29   |
| 68.  | «Your Kung Fu Is Old...and Now You Must Die!!!»                                          | Adrenalin O.D.                | 0:31   |
| 69.  | «My Pants Keep Falling Down»                                                             | Frenzal Rhomb                 | 0:31   |
| 70.  | «I Hate Your Fucking Guts»                                                               | The Queers                    | 0:30   |
| 71.  | «Comin' to Your Town»                                                                    | D.I.                          | 0:26   |
| 72.  | «Spray Paint» (Chuck Dukowski, Greg Ginn; from Damaged)                                  | Black Flag                    | 0:32   |
| 73.  | «Rage Against the Machine Are Capitalist Phonies»                                        | White Flag                    | 0:28   |
| 74.  | «Bring It to an End»                                                                     | Anti-Flag                     | 0:28   |
| 75.  | «Not a Happy Man» (Davis White)                                                          | Avail                         | 0:35   |
| 76.  | «Old Mrs. Cuddy»                                                                         | The Real McKenzies            | 0:31   |
| 77.  | «Traitor»                                                                                | Agnostic Front                | 0:31   |
| 78.  | «Life Rules 101» (Dave Smalley)                                                          | Down by Law                   | 0:31   |
| 79.  | «Wake Up»                                                                                | Radio Days                    | 0:32   |
| 80.  | «Too Bad You Don't Get It»                                                               | Useless ID                    | 0:34   |
| 81.  | «Humanity»                                                                               | Poison Idea                   | 0:35   |
| 82.  | «In Your Head»                                                                           | Men O' Steel                  | 0:25   |
| 83.  | «Supermarket Forces»                                                                     | Subhumans                     | 0:32   |
| 84.  | «Tribute to the Mammal»                                                                  | Buckwild                      | 0:22   |
| 85.  | «Pretty Houses»                                                                          | Lunachicks                    | 0:28   |
| 86.  | «The Band That Wouldn't Die»                                                             | Dwarves                       | 0:38   |
| 87.  | «Like a Fish in Water»                                                                   | The Bouncing Souls            | 0:34   |
| 88.  | «Turn It Up»                                                                             | The Almighty Trigger Happy    | 0:30   |
| 89.  | «Madam's Apple» (Dan Root, Daniel Gadbury)                                               | One Hit Wonder                | 0:32   |
| 90.  | «Staggering» (Mel Chappell)                                                              | Hotbox                        | 0:28   |
| 91.  | «DMV»                                                                                    | 20%                           | 0:29   |
| 92.  | «Big Fat Skinhead»                                                                       | Snuff                         | 0:30   |
| 93.  | «Pimmel» (Kim Shattuck)                                                                  | The Muffs                     | 0:34   |
| 94.  | «Mr. Brett, Please Put Down Your Gun»                                                    | H2O                           | 0:30   |
| 95.  | «Wake Up»                                                                                | Bodyjar                       | 0:33   |
| 96.  | «Eyez»                                                                                   | Nicotine                      | 0:26   |
| 97.  | «Another Stale Cartoon»                                                                  | Satanic Surfers               | 0:31   |
| 98.  | «I Don't Mind»                                                                           | Ten Foot Pole                 | 0:31   |
| 99.  | «Welcome to Dumpsville, Population: You» «I Wanna Be a NY Ranger» «The Count»            | Caustic Soda The Misfits Wizo | 1:25   |

Nota: Un CD només pot tenir 99 pistes, és per això que les últimes 3 cançons es troben unides.